# Россошанский проезд
Россоша́нский проезд — проезд, расположенный в Южном административном округе Москвы на территории района Чертаново Южное.

## История
Проезд получил своё название 23 декабря 1971 года по примыканию к Россошанской улице, в свою очередь названной по городу Россошь Воронежской области.

## Расположение
Россошанский проезд проходит от 3-го Дорожного проезда на юго-запад до Россошанской улицы параллельно Варшавскому шоссе. Нумерация домов начинается от 3-го Дорожного проезда.

## Примечательные здания и сооружения
По чётной стороне:
- д. 2, кк. 1—3, д. 4, кк. 1—3 — фактически один 24-подъездный жилой дом, в народе называемый «Китайской стеной»

По нечётной стороне:
- д. 3 — универмаг «Прага» и универсам «Перекрёсток»

## Транспорт

### Автобус
По Россошанскому проезду проходят автобусы 980 и с997.

### Метро
- «Улица Академика Янгеля»   — у южного конца проезда, на пересечении улицы Академика Янгеля и Россошанской улицы с Варшавским шоссе